# Nazionale maschile di calcio a 5 di Trinidad e Tobago
La nazionale di calcio a 5 di Trinidad e Tobago è, in senso generale, una qualsiasi delle selezioni nazionali di Calcio a 5 della Federazione calcistica di Trinidad e Tobago che rappresentano Trinidad e Tobago nelle varie competizioni ufficiali o amichevoli riservate a squadre nazionali.
Trinidad e Tobago non ha mai avuto grandi risultati a livello continentale, dove nelle ultime due edizioni del CONCACAF Futsal Tournament non ha superato il primo turno. Tuttavia la nazionale caraibica è campione in carica dei Caraibi, avendo bissato nel 2008 la vittoria nel Caribbean Futsal Championship.

## Risultati nelle competizioni internazionali

### Mondiali FIFUSA
- 1982 - non presente
- 1985 - non presente
- 1988 - non presente

### FIFA Futsal World Championship
- 1989 - non presente
- 1992 - non presente
- 1996 - non presente
- 2000 - non presente
- 2004 - non qualificata
- 2008 - non qualificata
- 2012 - non presente
- 2016 - non qualificata
- 2020 -

### CONCACAF Futsal Tournament
- 1996 - non presente
- 2000 - non presente
- 2004 - Primo turno
- 2008 - Primo turno
- 2012 - non presente
- 2016 - non qualificata
- 2020 -

### Caribbean Futsal Championship
- 2004 - Campione
- 2008 - Campione